# Atlantasellus dominicanus
Atlantasellus dominicanus is een pissebed uit de familie Atlantasellidae. De wetenschappelijke naam van de soort is voor het eerst geldig gepubliceerd in 2001 door Jaume.